# بخش شاهرود
بخش شاهرود یکی از بخش‌های تابعه شهرستان خلخال در استان اردبیل ایران است. مرکز آن شهر کلور است. زبان مردم این بخش تاتی است.روستای گردشگری لرد در این بخش قرار دارد.

## تقسیمات کشوری
- بخش شاهرود شهرستان خلخال
  - دهستان پلنگا
  - دهستان شال
  - دهستان شاهرود

شهرها: کلور

## جمعیت
بنابر سرشماری مرکز آمار ایران، جمعیت بخش شاهرود شهرستان خلخال در سال ۱۳۸۵ برابر با ۱۴۱۶۲ نفر بوده‌است.